# 上阿尔高县
上阿尔高县（Landkreis Oberallgäu）是德国巴伐利亚州的一个县，隶属于施瓦本行政区，首府松特霍芬。上阿尔高县是德国最南部的县。

## 華語譯名
由於兩岸對於德國行政區「Landkreis」翻譯的不同，台灣譯為「上阿爾高郡」；中國大陸譯為「上阿尔高县」。

## 地理
上阿尔高县北面与下阿尔高县，东面与东阿尔高县，南面与奥地利的蒂罗尔州和福拉尔贝格州，西面与林道县和巴登-符腾堡州的拉芬斯堡县相邻，肯普滕市位于该县的北部。